# Astyanax bimaculatus
Espèce
Statut de conservation UICN

 LC  : Préoccupation mineure
Astyanax bimaculatus est une espèce de poissons téléostéens de la famille des Characidae.

## Répartition
Ce taxon se rencontre dans les pays suivants : Brésil, Guyana, Guyane, Suriname.

## Taxonomie
Le nom valide complet (avec auteur) de ce taxon est Astyanax bimaculatus (Linnaeus, 1758).
Ce taxon porte en français le nom vernaculaire ou normalisé suivant : Astyanax biponctué.
Astyanax bimaculatus a pour synonymes :
- Astyanax bimaculatus borealis Eigenmann, 1908
- Astyanax bimaculatus incaicus Tortonese, 1942
- Astyanax fasciatus bimaculatus (Linnaeus, 1758)
- Astianax bimaculatus (Linnaeus, 1758)
- Poecilurichthys brevoortii Gill, 1858
- Salmo bimaculatus Linnaeus, 1758
- Tetragonopterus bahiensis Steindachner, 1877
- Tetragonopterus bartlettii Günther, 1866
- Tetragonopterus gronovii Valenciennes, 1850
- Tetragonopterus linnaei Valenciennes, 1850
- Tetragonopterus maculatus Müller & Troschel, 1845
- Tetragonopterus orientalis Cope, 1870
- Tetragonopterus vittatus Castelnau, 1855
- Tetragonopterus wappi Valenciennes, 1850

En 1878, Pieter Bleeker a tenté d'identifier l'espèce Chaetodon festivus, décrite par Julien Desjardins en 1834, comme étant en fait selon lui Tetragonopterus maculatus.

## Publication originale
- Linnaeus, C. (1758). Systema Naturae per regna tria naturae, secundum classes, ordines, genera, species, cum characteribus, differentiis, synonymis, locis. Editio decima, reformata [10th revised edition], vol. 1: 824 pp. Laurentius Salvius: Holmiae.  lire